# Tianguis

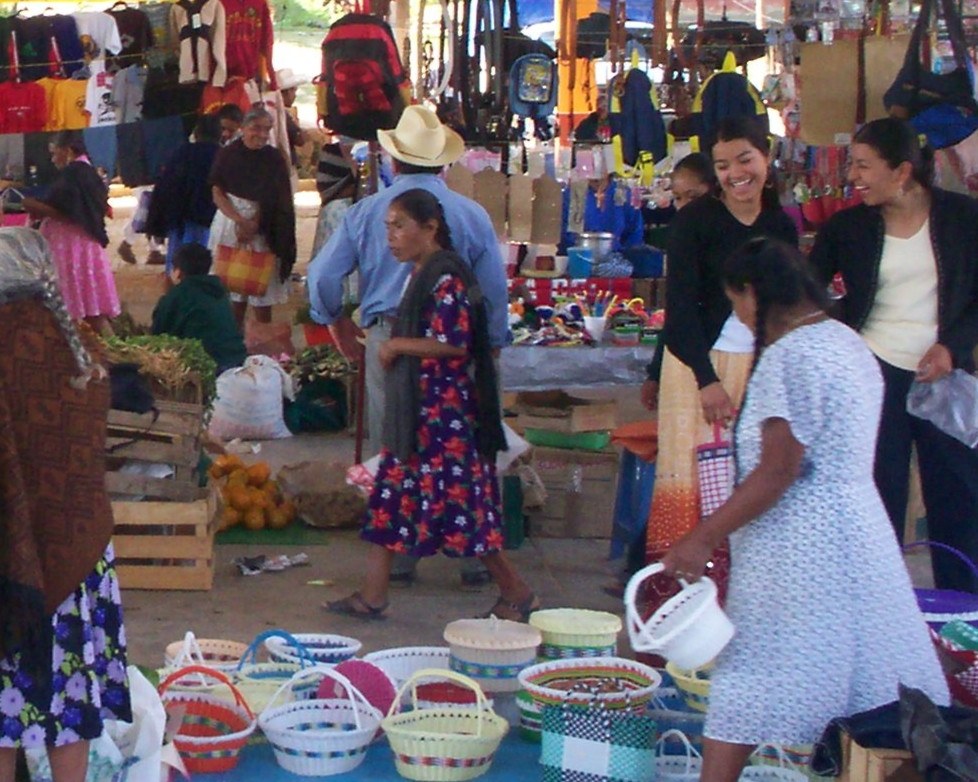
En tianguis i Oaxaca.

Tianguis (nahuatl: Tiyanquiztli) är en traditionell gatumarknad utomhus, som traditionellt hålls på specifika marknadsdagar i en stad eller stadsdel, främst i Mexiko, men även i andra centralamerikanska länder.  Konceptet påminner om en bazaar.